# Pseudetaxalus alboguttatus
Pseudetaxalus alboguttatus là một loài bọ cánh cứng trong họ Cerambycidae.